# Друга легша вага в боксі
Друга легша вага (англ. super bantamweight, також англ. junior featherweight) — вагова категорія у професійному боксі. Виступають боксери від 53,52 кг (118 футів) до 55,34 кг (122 фунтів).
У 1920-х роках організатори боксу робили спроби встановити цю вагову категорію, але небагато організацій санкціонували бої у цій ваговій категорії.
Дивізіон було відроджено в 1970-х роках, і перший титульний бій за 54 роки в дивізіоні відбувся в 1976 році, коли WBC визнала Рігоберто Ріаско (Панама) своїм чемпіоном у другій легшій вазі.

## Чемпіони
станом на 5 травня 2025 року
Чоловіки
| Організація | Дата здобуття  | Чемпіон    | Рекорд       | Захисти |
| ----------- | -------------- | ---------- | ------------ | ------- |
| WBA (Super) | 26 грудня 2023 | Іноуе Наоя | 30–0 (27 KO) | 4       |
| WBC         | 25 липня 2023  | Іноуе Наоя | 30–0 (27 KO) | 5       |
| IBF         | 26 грудня 2023 | Іноуе Наоя | 30–0 (27 KO) | 4       |
| WBO         | 25 липня 2023  | Іноуе Наоя | 30–0 (26 KO) | 5       |

Жінки
| Організація | Дата здобуття     | Чемпіон         | Рекорд         | Захисти |
| ----------- | ----------------- | --------------- | -------------- | ------- |
| WBA         | 7 лютого 2020     | Маєрлін Рівас   | 16-4-2 (10 KO) |         |
| WBC         | 16 листопада 2019 | Ямілет Меркадо  | 18-3 (5 KO)    |         |
| IBF         | 20 квітня 2022    | Чернека Джонсон | 14-1 (6 KO)    |         |
| WBO         | 20 листопада 2021 | Сеголен Лефевр  | 15-0 (1 KO)    |         |

## Найдовші чемпіонські терміни
Відмічені:
     Активні боксери
|     | Боксер              | Початок — кінець чемпіонського терміну | Чемпіонство | Захисти |
| --- | ------------------- | -------------------------------------- | ----------- | ------- |
| 1.  | Вілфредо Гомес      | 21 травня 1977 — 26 травня 1983        | WBC         | 17      |
| 2.  | Вуяні Бунгу         | 20 серпня 1994 — 11 березня 1999       | IBF         | 13      |
| 3.  | Селестіно Кабальєро | 4 жовтня 2006 — 10 грудня 2010         | WBA         | 8       |
| 4.  | Гільєрмо Рігондо    | 20 січня 2012 — 30 жовтня 2015         | WBA         | 6       |
| 5.  | Рей Варгас          | 25 лютого 2017 — 14 серпня 2020        | WBC         | 5       |
| 6.  | Нісіока Тосіакі     | 18 грудня 2008 — 15 березня 2012       | WBC         | 7       |
| 7.  | Муроджон Ахмадалієв | 30 січня 2020 — 8 квітня 2023          | IBF         | 3       |
| 8.  | Вілфредо Васкес     | 27 березня 1992 — 13 травня 1995       | WBA         | 9       |
| 9.  | Оскар Ларіос        | 1 листопада 2002 — 12 грудня 2005      | WBC         | 7       |
| 10. | Джоан Гузман        | 17 серпня 2002 — 4 липня 2005          | WBO         | 7       |
| 11. | Ерік Моралес        | 6 вересня 1997 — 20 липня 2000         | WBC         | 9       |